# ChEBI
Le Chemical Entities of Biological Interest (ChEBI, « Entités chimiques d'intérêt biologique »), constitue une base de données chimiques et une ontologie d'entités moléculaires produite grâce aux efforts de l'Open Biomedical Ontologies de l'Institut européen de bio-informatique. Elle est centrée sur l'inventaire et la description des « petites » entités chimiques, c'est-à-dire tout « atome, molécule, ion, paire d'ions, radical, ion radicalaire, complexe, conformère […], distinct sur le plan constitutionnel ou isotopique, identifiable comme une entité distincte séparément ». Les entités moléculaires en question sont soit des produits naturels, soit des produits synthétiques ayant une bioactivité potentielle. Les molécules directement codées par le génome, telles que les acides nucléiques, les protéines et les peptides dérivés de protéines par clivage protéolytique, n'y sont généralement pas répertoriées.
ChEBI utilise la nomenclature, le symbolisme et la terminologie approuvés par l'Union internationale de chimie pure et appliquée (IUPAC) et le comité de nomenclature de l'Union internationale de biochimie et de biologie moléculaire.

## Accessibilité
Toutes les données de la base de données ne sont ni exclusives ni provenant d'une source exclusive. La base de données est ainsi librement accessible à toute personne souhaitant la consulter. En outre, chaque élément de données est entièrement traçable et explicitement référencé à la source d'origine, en plus d'être directement lié aux contenus d'autres bases de données telles que ChEMBL, ChemSpider, DrugBank, MetaboLights et PubChem.
Les données ChEBI sont disponibles via une application web publique, des services web, un point de terminaison SPARQL et par téléchargement.